# Oenothera brachycarpa
Oenothera brachycarpa là một loài thực vật có hoa trong họ Anh thảo chiều. Loài này được A. Gray mô tả khoa học đầu tiên năm 1852.